# Aliatge d'alumini

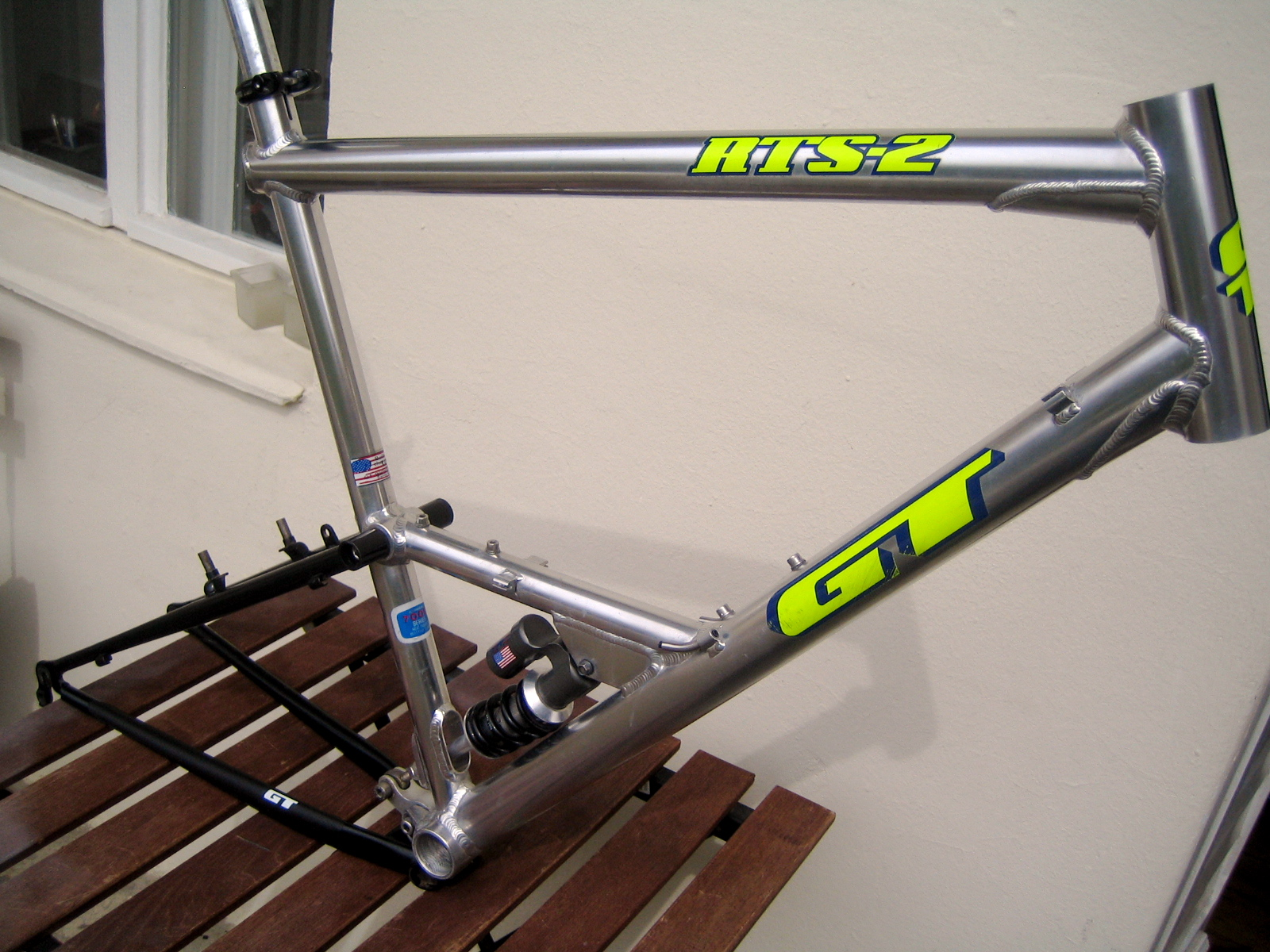
Quadre de bicicleta d'aliatge d'alumini soldat

Els aliatges d'alumini són aliatges en els quals el metall predominant és l'alumini (Al). Els elements més habituals amb els quals s'alia l'alumini són el coure, el magnesi, el manganès, el silici, l'estany i el zinc. Es divideixen en dos grups principals, els aliatges de fosa i els aliatges forjats, que alhora se subdivideixen segons si es poden sotmetre a tractament tèrmic o no. Un 85% de tot l'alumini es fa servir per a productes forjats, com ara xapa laminada, full d'alumini i extrusions. Els aliatges fosos ofereixen una bona relació qualitat-preu pel seu baix punt de fusió, tot i que tenen menor resistència a la tracció que els forjats. El principal sistema d'aliatges d'alumini fosos és Al-Si, en el qual els alts nivells de silici (4,0–13%) ofereixen bones propietats de fosa. Els aliatges d'alumini tenen un ampli ús en les estructures d'enginyeria i els components que requereixen un baix pes o resistència a la corrosió.